# 밀크티

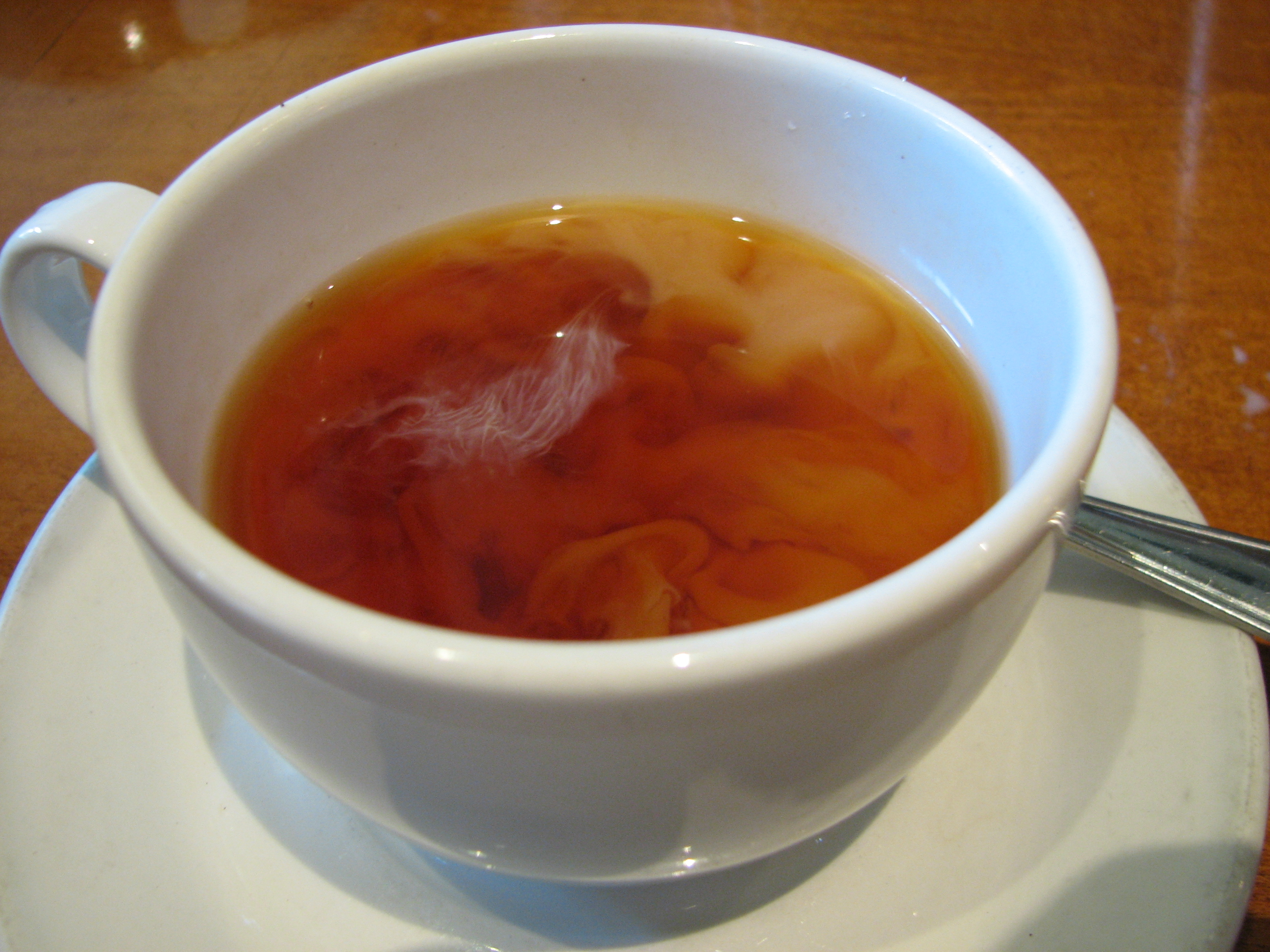
우유를 넣은 밀크티

밀크티(영어: milk tea)는 우유를 넣은 홍차 또는 차와 우유가 혼합된 여러 가지 형태의 음료를 일컫는다. 
밀크티는 주요 재료, 준비 방법, 포함된 재료(설탕 또는 소금 넣은 꿀, 등)에 따라 달라진다. 인스턴트 밀크티 파우더는 대량 생산 제품들 중에 하나이다.

## 개요
몽골과 티베트 등 내륙 유라시아의 유목민 사이에서는 교역을 통해 중국 등으로부터 입수한 차에 소와 양의 젖이나 버터를 넣어 대량으로 마시는 식습관이 오래전부터 있지만, 유럽인 사이에서 이 습관이 시작된 것은 비교적 새로운 근세 이후의 것으로 알려져 있다. 밀크티를 끓일 때 우유를 먼저 넣느냐 차를 먼저 넣느냐의 문제는 차 애호가에서 항상 논쟁이 된다. 우유를 먼저 넣는 것을 MIF (Milk In First), 차를 먼저 넣는 것을 TIF(Tea In First)라고 한다.

## 종류

### 기타
- 로열 밀크티
- 달고나 밀크티

## 같이 보기
- 밀크 커피
- 수유차
- 수테 차이
- 밀크티 동맹